# Bioturbación

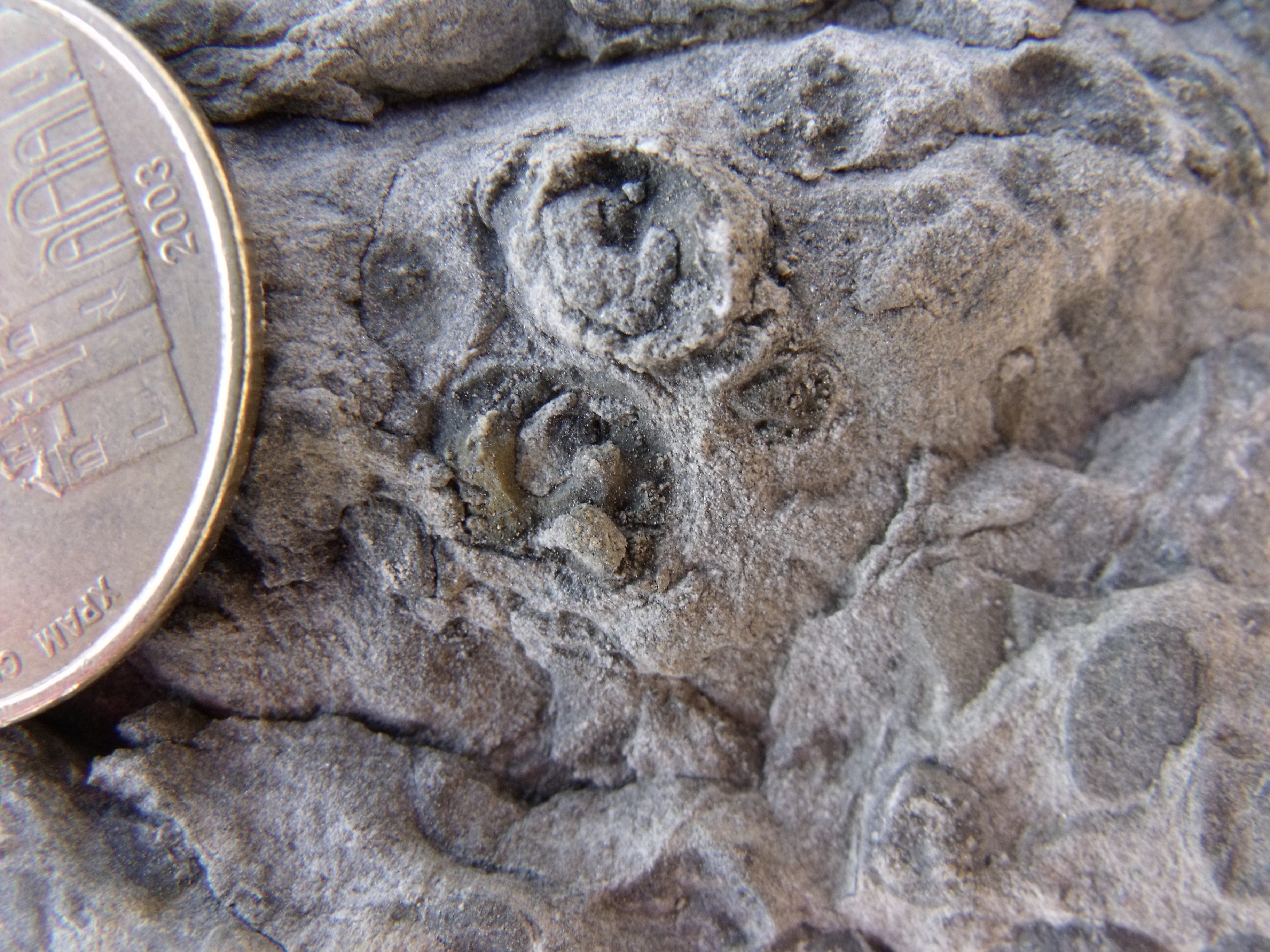
Bioturbación en una caliza (sección horizontal)

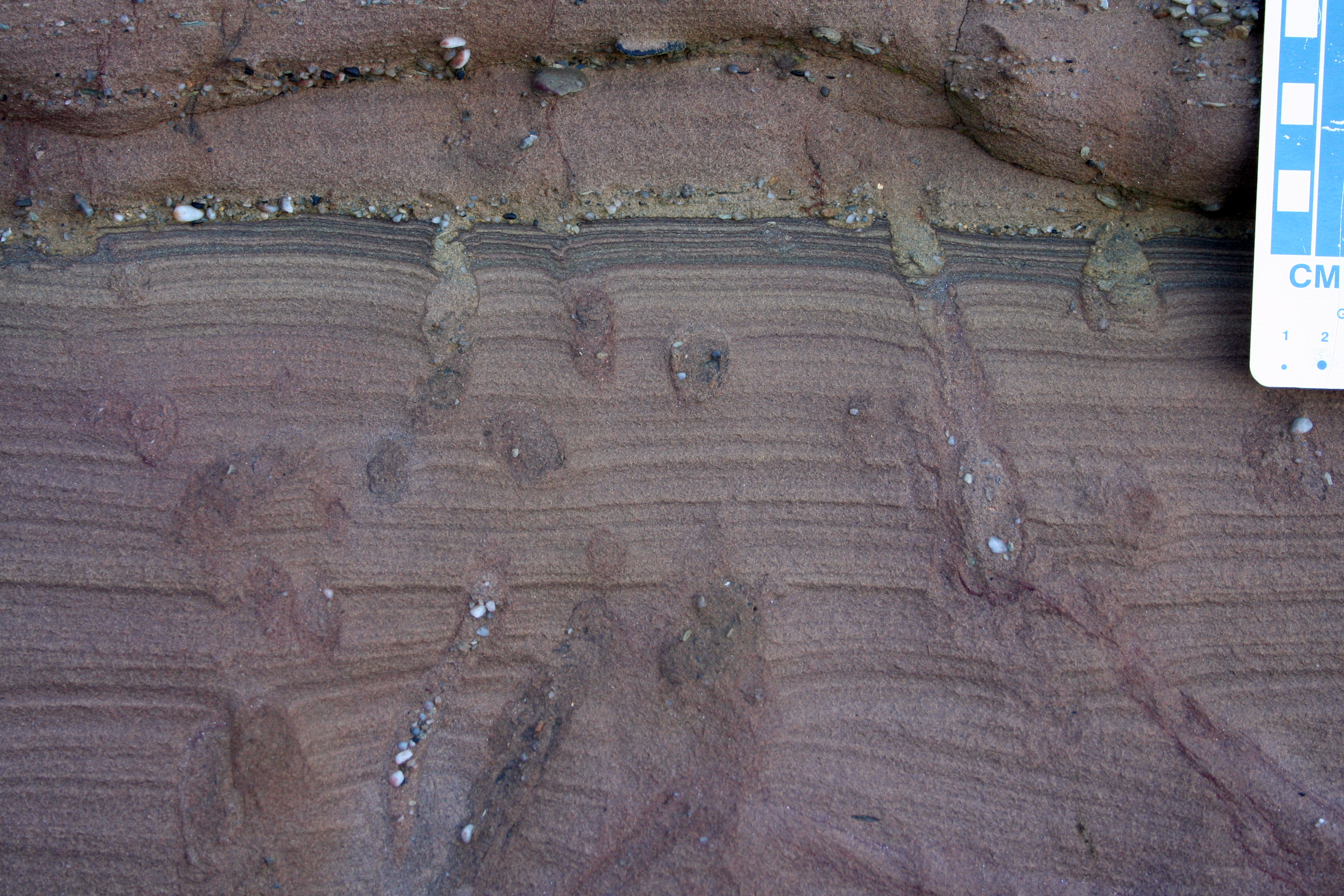
Bioturbación en una arenisca del Pérmico (sección vertical)

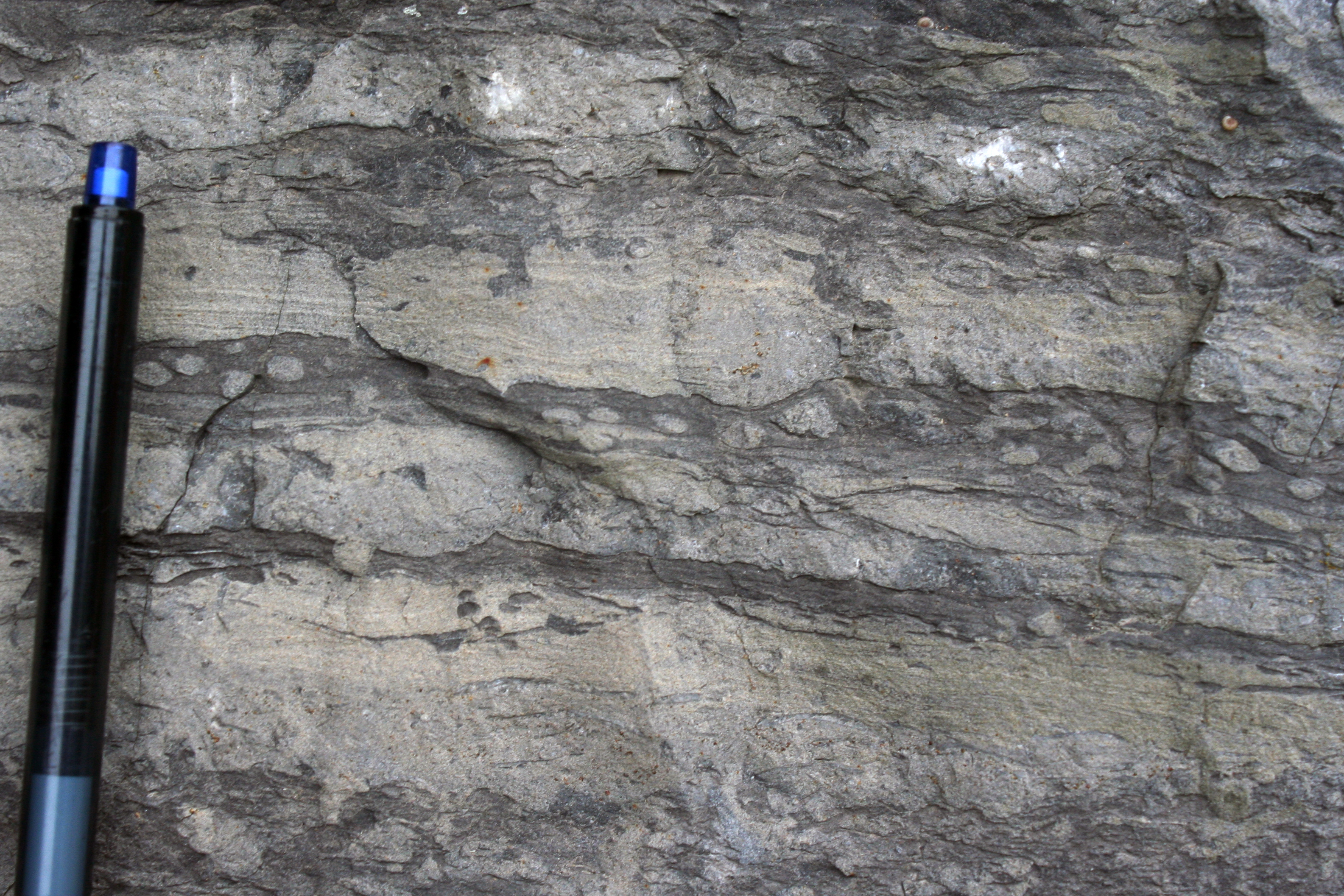
Estatos de caliza deformados y alterados por bioturbación (sección vertical)

Se denomina bioturbación a las alteraciones producidas en el sedimento por la actividad de los seres vivos. El primer científico en emplear el término fue Rudolf Richter en el año 1952, si bien el pionero en su estudio fue Charles Darwin. Un sedimento puede estar más o menos alterado por la acción de los seres vivos. En ocasiones es posible distinguir las galerías, pistas o rastros, etc. individualmente, pero a veces el grado de bioturbación es tan elevado que ello no es posible.

## Influencia de la bioturbación sobre las propiedades petrofísicas del sedimento
La actividad bioturbadora de los organismos tiene importantes consecuencias sobre las propiedades petrofísicas de un yacimiento ya que si es significativa, modifica considerablemente la permeabilidad y porosidad del sedimento. Sin embargo, aún pocos los estudios de detalle realizados sobre el rol de la bioturbación como disturbadora de tales propiedades en yacimientos de petróleo y gas. En este apartado discutirán primero algunas de las características más sobresalientes del proceso de bioturbación para luego analizar su importancia en caracterización de yacimientos. 
Comúnmente la bioturbación se traduce en destrucción de las estructuras primarias y estratificación original del sedimento. Sin embargo la actividad de los organismos que viven en los espacios porales del sedimento pueden producir desplazamiento muy localizado de las partículas sedimentarias sin verdadera destrucción de las estructuras sedimentarias, generando lo que se denomina criptobioturbación. A su vez la bioturbación no necesariamente implica homogeneización del sedimento, sino en algunos casos los organismos pueden impartirle al sustrato una nueva estructura, tal como a estratificación gradada biogénica. El proceso de bioturbación ejerce importantes efectos sobre el sedimento, afectando su textura, composición y estabilidad. La textura de un sedimento puede ser modificada de múltiples modos, principalmente mediante la mezcla de capas sedimentarias de distinta granulometría, selección de partículas de sedimento por manipulación mecánica y biodepositión a partir de ingestión y excreción de partículas durante el proceso de alimentación. Mientras los efectos de la bioturbación sobre la textura de un sedimento son de carácter físico, los cambios de composición responden a procesos químicos. Estos procesos generan cambios en el contenido orgánico del sedimento, concentración de elementos traza, fluctuaciones en el potencial redox, flujo de elementos químicos, concentración de metales en las paredes de las excavaciones y alteración de minerales de arcilla por ingestión. 
La estabilidad de un sedimento puede incrementarse o decrecer por la acción de la bioturbación. La mayor parte de la epifauna e infauna móvil, tanto depositívoros como detritívoros, y algunos organismos sedentarios, cuyas actividades de alimentación y defecación proporcionan abundantes partículas en suspensión.